# Susi Sánchez
María Asunción Sánchez Abellán, detta Susi (Valencia, 2 ottobre 1955), è un'attrice spagnola, vincitrice del premio Goya 2019 come miglior attrice.
È la compagna dell'attrice Consuelo Trujillo, conosciuta mentre recitavano insieme a teatro nel 1986. Entrambe le attrici sono attiviste per i diritti LGBT, che hanno sostenuto portando in scena opere teatrali come The Laramie Project e apparendo insieme in diversi eventi del Pride.

## Filmografia parziale

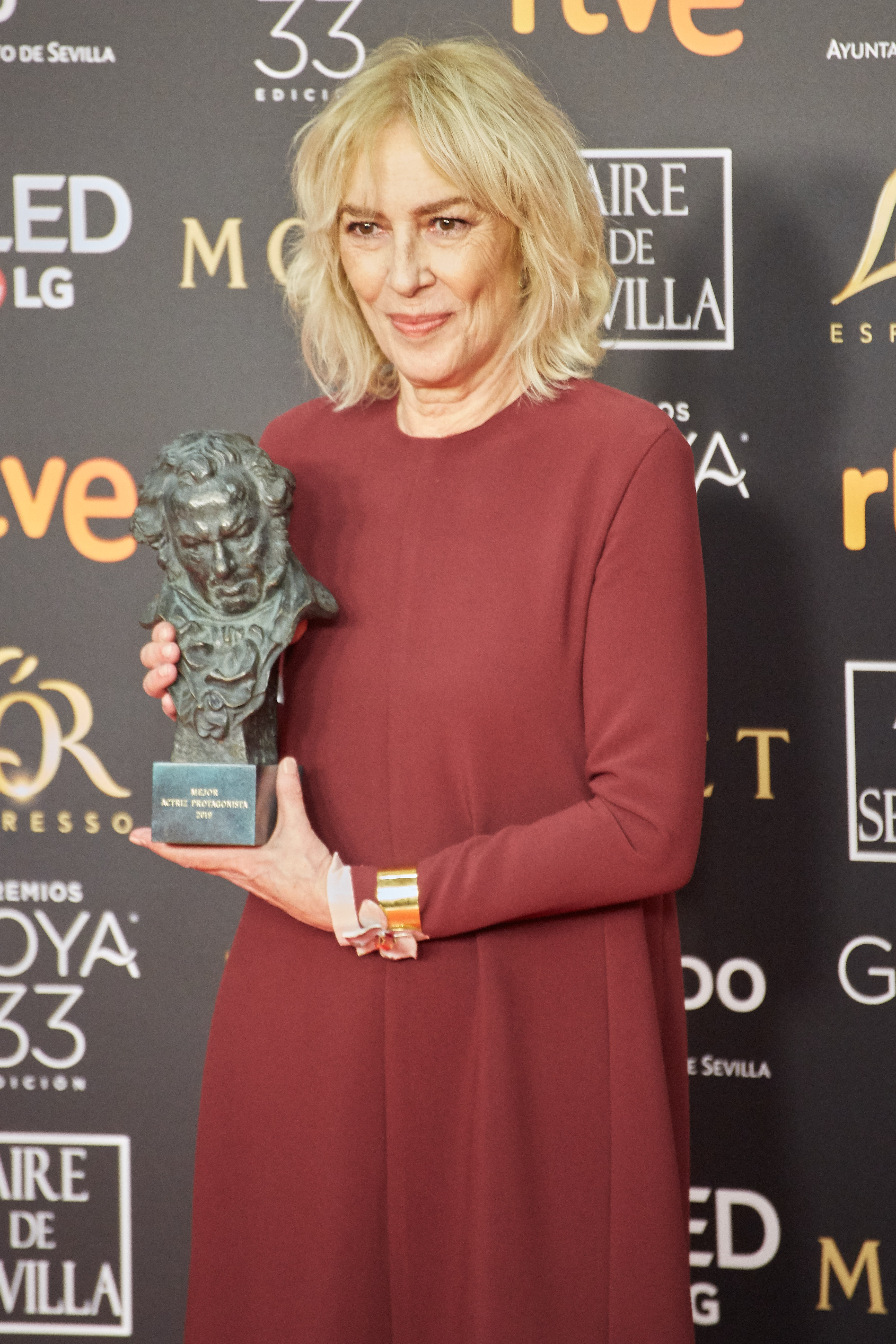
Susi Sánchez ai Premi Goya 2019

### Cinema
- Dall'altro lato del tunnel (Al otro lado del túnel), regia di Jaime de Armiñán (1992)
- Lo sguardo dell'altro (La mirada del otro), regia di Vicente Aranda (1997)
- Giovanna la pazza, regia di Vicente Aranda (2001)
- Piedras, regia di Ramón Salazar (2002)
- Io non ho paura, regia di Gabriele Salvatores (2003)
- Carmen, regia di Vicente Aranda (2003)
- Il canto di Paloma (La teta asustada), regia di Claudia Llosa (2009)
- La pelle che abito (La piel que habito), regia di Pedro Almodóvar (2011)
- La voz dormida, regia di Benito Zambrano (2011)
- Gli amanti passeggeri (Los amantes pasajeros), regia di Pedro Almodóvar (2013)
- 15 años y un día, regia di Gracia Querejeta (2013)
- Truman - Un vero amico è per sempre (Truman), regia di Cesc Gay (2015)
- Il guardiano invisibile (El guardián invisible), regia di Fernando González Molina (2017)
- Julieta, regia di Pedro Almodóvar (2018)
- Eterna domenica (La enfermedad del domingo), regia di Ramón Salazar (2018)
- Dolor y gloria, regia di Pedro Almodóvar (2019)
- Inciso nelle ossa (Legado en los huesos), regia di Fernando González Molina (2019)

### Televisione
- Médico de familia, serie televisiva - 3 episodi (1995-97)
- Cuéntame cómo pasó, serie televisiva - 2 episodi (1995-97)
- Los misterios de Laura, serie televisiva - 1 episodio (2014)
- La zona, serie televisiva (2017)
- Le verità nascoste, serie televisiva (2018)
- La casa di carta, serie televisiva - 1 episodio (2019)
- Tre giorni di Natale (Días de Navidad), serie televisiva - 1 episodio (2019)
- Mentiras, serie televisiva (2020)

## Doppiatrici italiane
- Antonella Giannini in Carmen, Dolor y gloria, La casa di carta, Tre giorni di Natale
- Rita Savagnone in Giovanna la pazza

## Riconoscimenti
- Premi Goya 2019 – Premio Goya per la migliore attrice protagonista